# 金川紗耶
金川 紗耶（かながわ さや、2001年〈平成13年〉10月31日 - ）は、日本のアイドル、ファッションモデルであり、女性アイドルグループ乃木坂46のメンバー、『Ray』の専属モデルである。北海道札幌市出身。乃木坂46合同会社所属。

## 来歴
中学3年生の頃からアイドルが好きになり、高校ではアイドルへの憧れからダンス部に入部した。
高校卒業後の進路として医療事務などの仕事を考えていたが、明確な将来の目標は定まっていなかった。そんな折に、母や妹たちから勧められて『坂道合同新規メンバー募集オーディション』を受験した。
2018年（平成30年）8月19日、『坂道合同新規メンバー募集オーディション』に合格し、同年11月29日、乃木坂46への配属が発表された。同年12月2日にはプロフィールなどの情報が公開された。翌3日には「乃木坂46 4期生お見立て会」で乃木坂46の4期生として披露された。
2019年（令和元年）10月7日、ラジオ番組では自身初となるレギュラー番組『IMAREAL』（エフエム北海道）「乃木坂46 金川紗耶のイマレコ!」が放送開始。
2020年（令和2年）2月29日、東京・国立代々木競技場第一体育館で開催された『マイナビ presents 第30回 東京ガールズコレクション 2020 SPRING/SUMMER』で選抜経験がないメンバーとして異例のランウェイモデルに抜擢され、初ランウェイとなった。同年4月11日から、地元の北海道エリアで放送開始した情報番組『いっとこ! みんテレ』（北海道文化放送）にレギュラー出演。同年4月14日、ファッション誌『Ray』（主婦の友社）の専属モデルに抜擢され、乃木坂46の4期生で初めて専属モデルに就任した。誌面には2020年4月23日発売の6月号より登場した。
2021年（令和3年）3月26日、一部週刊誌でデート報道が掲載され、同月28日に自身のブログで、同年4月2日に自身が出演するラジオで、概ね事実を認め謝罪した。同年4月6日、自身がアシスタントMCを務める新番組『芸人動画チューズデー』がテレビ東京にて放送開始。
2022年（令和4年）7月18日、同年8月31日発売の乃木坂46の30thシングル『好きというのはロックだぜ!』で初の選抜入りが発表された。同年8月4日には、札幌ドームで開催されたプロ野球パ・リーグ公式戦の北海道日本ハムファイターズ対福岡ソフトバンクホークスの試合で始球式を行い、イニング間ではファイターズガールとともに「きつねダンス」も披露した。同年10月31日、21歳の誕生日に自身のInstagramアカウントを開設した。同年11月5日、乃木坂46の31stシングル『ここにはないもの』で初福神を務めることが発表された。同年11月30日、『モデルプレス』の「2022年 今年の顔」に選出された。同年12月17日には、北海道立総合体育センターで開催されたB.LEAGUE公式戦のレバンガ北海道対広島ドラゴンフライズの試合で、ファイターズガール、パシスタスピリッツ、コンサドールズと共に「きつねダンス」を披露した。
2023年（令和5年）3月23日発売のファッション誌『Ray』5月号で初表紙。同年4月1日、北海道日本ハムファイターズの新しい本拠地「エスコンフィールドHOKKAIDO（北広島市）」で開催されたプロ野球パ・リーグ公式戦にゲスト来場し、イニング間ではファイターズガールと共に「きつねダンス」を披露した。同年6月22日発売の『Ray』8月号で初ソロ表紙。同年夏に行われた全国ツアーの一部公演を体調不良のため休演。同年10月、単独初舞台となる『ドクター皆川〜手術成功5秒前〜』（皆川猿時・主演）に出演。同年10月31日、体調不良が続くことから、回復に専念するためグループ活動および個人活動を当面休止することが発表された。
2024年（令和6年）1月10日、個人ブログにて活動再開を発表。
2025年（令和7年）4月23日発売の『Ray』6月号で表紙。同年5月30日には、エスコンフィールドHOKKAIDO（北広島市）で開催されたプロ野球パ・リーグ公式戦の北海道日本ハムファイターズ対千葉ロッテマリーンズの試合で始球式を行い、イニング間では小川彩と長嶋凛桜とファイターズガールとともに「きつねダンス」も披露した。

## 人物
愛称は、やんちゃん。「やんちゃん」という愛称は、紗耶の「や」と「やんちゃっぽいから」が組み合わさったもの。名付け親は清宮レイで、名前の最後の文字をとる発想は佐藤楓の愛称「でんちゃん」を参考にしたものである。4人姉妹の長女。3人の妹のうち、年長の2人は双子であり、末の妹と紗耶の年の差は10歳。父は美容師で、ヘアメイクのアドバイスをもらっている。

### 嗜好
趣味はピアノを弾くこと、マンガと本を読むこと、可愛い子を見ること。好きな食べ物は加工していない桃。好きな色は赤、白、水色、水色と薄ピンクの組み合わせ。好きなスポーツはバスケットボール、卓球、けん玉。好きなキャラクターはテディベア。苦手なものは虫全般と夏の暑さ。麻雀好きで好きな牌は六萬。

### 特技
特技はダンス、電卓、自分の前髪を巻くこと、大喜利。
言葉をあまり知らなかったり、言い間違いや珍妙な発言が多い。母親からは「知識、語彙力、滑舌が足りていない」と指摘された。

### 乃木坂46
オーディションに応募した理由は「裸足でSummer」でセンターを務めた齋藤飛鳥に一目惚れしたから。好きな先輩は齋藤飛鳥。乃木坂46で好きな曲は「裸足でSummer」、「やさしさとは」、「日常」、「無表情」、ダンスが好きな曲は「インフルエンサー」、「命は美しい」。
よく一緒にいる乃木坂46のメンバーは、遠藤さくらと掛橋沙耶香。その他では、櫻坂46の井上梨名とは坂道合同オーディションで仲良くなり、それぞれのグループ配属後も連絡をとりあっている。

## 作品

### シングル
乃木坂46
- 4番目の光（2019年5月29日、SRCL-11192/3） - EAN 4547366406719。
- 図書室の君へ（2019年9月4日、SRCL-11262/3） - EAN 4547366418576。
- I see...（2020年3月25日、SRCL-11466/7） - EAN 4547366444230。
- 世界中の隣人よ（2020年5月25日）[40]
- Out of the blue（2021年1月27日、SRCL-11686/7） - EAN 4547366487282。
- 猫舌カモミールティー（2021年6月9日、SRCL-11844） - EAN 4547366507300。
- マシンガンレイン（2021年9月22日、SRCL-11880/1） - EAN 4547366522303。
- 他人のそら似（2021年9月22日、SRCL-11888） - EAN 4547366522334。
- 価値あるもの（2022年3月23日、SRCL-12100/1) - EAN 4547366549058。
- 届かなくたって…（2022年3月23日、SRCL-12104/5） - EAN 4547366549072。
- 好きというのはロックだぜ!（2022年8月31日、SRCL-12210/8） - EAN 4547366571950。
- ジャンピングジョーカーフラッシュ（2022年8月31日、SRCL-12212/3） - EAN 4547366571967。
- ここにはないもの（2022年12月7日、SRCL-12330/8） - EAN 4547366590166。
- 銭湯ラプソディー（2022年12月7日、SRCL-12332/3） - EAN 4547366590173。
- 人は夢を二度見る（2023年3月29日、SRCL-12480/8） - EAN 4547366607307。
- 僕たちのサヨナラ（2023年3月29日、SRCL-12480/8） - EAN 4547366607307。
- Never say never（2023年3月29日、SRCL-12484/5） - EAN 4547366607321。
- おひとりさま天国（2023年8月23日、SRCL-12620/8） - EAN 4547366626612。
- 誰かの肩（2023年8月23日、SRCL-12620/1） - EAN 4547366626612。
- 車道側（2024年4月10日、SRCL-12850/8） - EAN 4547366669053。
- チートデイ（2024年8月21日、SRCL-12950/8） - EAN 4547366693973。
- 歩道橋（2024年12月11日、SRCL-13070/8） - EAN 4547366716580。
- 雪が降る日にまた会おう（2024年12月11日、SRCL-13076/7） - EAN 4547366716627。
- 懐かしさの先（2025年2月3日）
- ネーブルオレンジ（2025年3月26日、SRCL-13220/8） - EAN 4547366731125。
- キスのシルエット（2025年3月26日、SRCL-13228） - EAN 4547366731156。
- 不道徳な夏（2025年7月30日、SRCL-13374/5） - EAN 4547366755992。

### アルバム
乃木坂46
- 今が思い出になるまで（2019年4月17日、SRCL-11140/7） - EAN 4547366401325。
- Time flies（2021年12月15日、SRCL-12020/30） - EAN 4547366534184。

### 映像作品
- いつのまにか、ここにいる Documentary of 乃木坂46（2019年12月25日） - EAN 4988104123695。
- 乃木坂46 7th YEAR BIRTHDAY LIVE 2019.2.21-24 KYOCERA DOME OSAKA（2020年2月5日） - EAN 4547366438956。
- 乃木坂どこへ 第1巻（2020年3月6日） - EAN 4988021717984, EAN 4988021140058。
- 乃木坂どこへ 第2巻（2020年8月7日） - EAN 4988021718141, EAN 4988021140317。
- 乃木坂46 8th YEAR BIRTHDAY LIVE 2020.2.21-24 NAGOYA DOME（2020年12月23日） - EAN 4547366482812。
- ノギザカスキッツ 第1巻（2021年1月8日） - EAN 4988021718264, EAN 4988021140508。
- NOGIZAKA46 Mai Shiraishi Graduation Concert 〜Always beside you〜（2021年3月10日） - EAN 4547366491104。
- ノギザカスキッツ 第2巻（2021年4月2日） - EAN 4988021718271, EAN 4988021140515。
- ノギザカスキッツACT2 第1巻（2021年7月30日） - EAN 4988021718608, EAN 4988021140829。
- ノギザカスキッツACT2 第2巻（2021年10月22日） - EAN 4988021718615, EAN 4988021140836。
- 乃木坂スター誕生! 第1巻（2022年1月14日） - EAN 4988021718738, EAN 4988021140980。
- 乃木坂スター誕生! 第2巻（2022年4月22日） - EAN 4988021718745, EAN 4988021140997。
- 乃木坂46 9th YEAR BIRTHDAY LIVE 5DAYS（2022年6月8日） - EAN 4547366541441, EAN 4547366541465。
- 乃木坂スター誕生!2 第1巻（2022年7月22日） - EAN 4988021718974, EAN 4988021141550。
- 乃木坂スター誕生!2 第2巻（2022年10月28日） - EAN 4988021718981, EAN 4988021141567。
- 乃木坂46 真夏の全国ツアー2021 FINAL! IN TOKYO DOME（2022年11月16日） - EAN 4547366576009, EAN 4547366576016。
- 乃木坂46 10th YEAR BIRTHDAY LIVE（2023年2月22日） - EAN 4547366594324, EAN 4547366594447。
- さ〜ゆ〜Ready?さゆりんご軍団ライブ/松村沙友理 卒業コンサート（2023年4月26日）[41]
- 生田絵梨花 卒業コンサート（2023年4月26日）[41]
- NOGIZAKA46 ASUKA SAITO GRADUATION CONCERT（2023年10月25日） - EAN 4547366631012, EAN 4547366631098。
- 乃木坂46 11th YEAR BIRTHDAY LIVE 5DAYS（2024年2月21日） - EAN 4547366660128, EAN 4547366660135。
- MIZUKI YAMASHITA GRADUATION CONCERT（2024年10月2日） - EAN 4547366701180, EAN 4547366701227。

## 出演

### ラジオ
- IMAREAL 乃木坂46 金川紗耶のイマレコ!（2019年10月4日 - 、AIR-G' FM）第1週・3週・5週レギュラー[13]

### 情報番組
- いっとこ! みんテレ（2020年4月11日 - 2021年3月13日、北海道文化放送）不定期レギュラー[14]

### バラエティ番組
- 芸人動画チューズデー（2021年4月7日 - 9月29日、テレビ東京）アシスタント[18]
- 東京パソコンクラブ 〜プログラミング女子のゼロからゲーム作り〜（2022年4月16日〈15日深夜〉 - 2023年3月25日〈24日深夜〉、BSテレ東）[42]
- ラヴィット!（2022年10月3日 - 12月26日、TBS）10月〜12月月曜「ラヴィット!ファミリー」[43]
- FNS27時間TV 鬼笑い祭（2023年7月23日、フジテレビ）[注釈 4]
- あぐり王国北海道NEXTゴールデン1時間スペシャル!!（2024年10月23日、北海道放送）

### ウェブドラマ
- サムのこと（2020年3月20日 - 28日、dTV）スミ 役[45]

### 舞台
- ドクター皆川〜手術成功5秒前〜（2023年10月12日 - 29日、本多劇場）ドジっ子ナース・金川 役[46][27]

### ファッションショー
- 第38回 マイナビ 東京ガールズコレクション 2024 SPRING/SUMMER（2024年3月2日、国立代々木競技場第一体育館）[47]
- GirlsAward
  - Rakuten GirlsAward 2024 SPRING/SUMMER（2024年5月3日、国立代々木競技場第一体育館）[48]
  - Rakuten GirlsAward 2025 SPRING/SUMMER（2025年5月3日、国立代々木競技場第一体育館）[49]

### イベント
- ファーストピッチなど
  - 「北海道日本ハムファイターズ vs 千葉ロッテマリーンズ」8回戦（2025年5月30日、エスコンフィールドHOKKAIDO）- ファーストピッチ・きつねダンス（小川彩、長嶋凛桜と共に出演）[50]

## 書籍

### 雑誌連載
- Ray（2020年4月23日 - 、主婦の友社）専属モデル[4]